# Blaubleierz

Pseudomorphosen-Set nach Jeff „Stretch“ Young
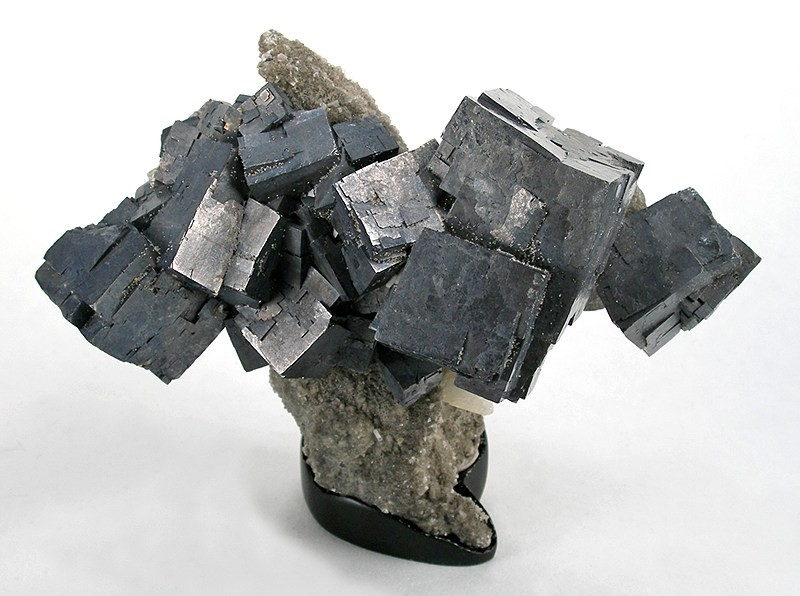
Galenit
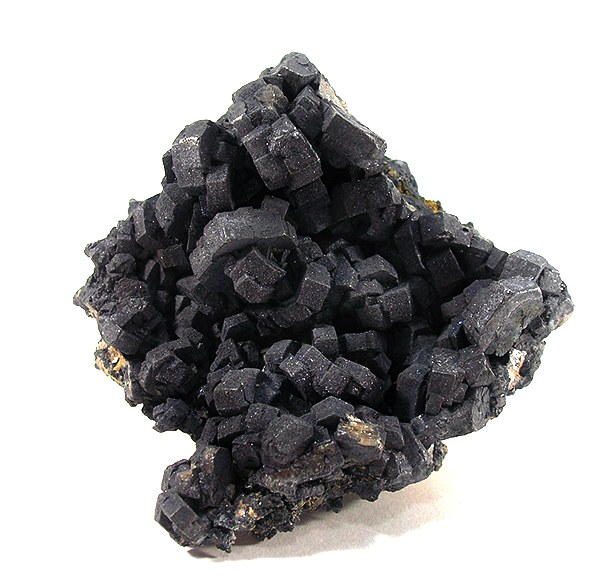
Galenit nach Pyromorphit (Blaubleierz)
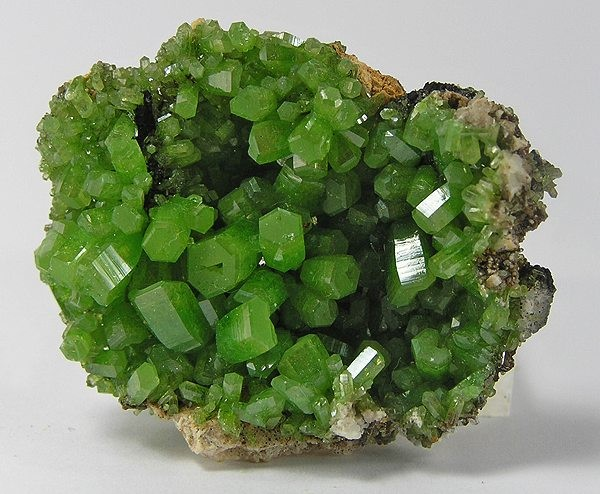
Pyromorphit

Als Blaubleierz wird eine spezielle Pseudomorphose von Galenit nach Pyromorphit bezeichnet.
Der Galenit geht hierbei zunächst durch Oxidation in Pyromorphit über. Anschließend bildet er sich durch erneute Umwandlung (Rejuvenation) zu Galenit unter Beibehaltung der Kristallform von Pyromorphit zurück.
Ein bedeutender Fundort dieser Pseudomorphose war die Grube Kautenbach bei Bernkastel-Kues in Rheinland-Pfalz.